# Dravski Dvor
Dravski Dvor je naselje na jugu občine Miklavž na Dravskem polju. Leži na Dravskem polju ob cesti Dobrovce-Marjeta na Dravskem Polju.
Naselje se je leta 1953, ko je bilo v njem 16 hiš odcepilo od Dobrovc.
Večino ozemlja Dravskega Dvora prekrivajo polja in njive. Na njih rastejo koruza, pšenica. V naselju se nahajajo ,frizerski salon, gostilna, servis kosilnic, razna montažna podjetja, taxi služba, ... V letu 2018 je bilo narejeno novo igrišče. Pod glavno cesto pa stoji tudi dvor.